# Soziale Differenzierung
Als Differenzierung, soziale Differenzierung oder gesellschaftliche Differenzierung werden in der Soziologie langfristige Veränderungen einer Gesellschaft bezeichnet, die mit der Neuentstehung oder Aufgliederung von sozialen Positionen, Lebenslagen oder Lebensstilen verbunden sind, sowie das Ergebnis solcher Prozesse, eine soziale Differenziertheit. Der Begriff wurde 1890 vom deutschen Soziologen Georg Simmel (1858–1918) in seinem Werk Über soziale Differenzierung eingeführt.

## Arten und Formen der sozialen Differenzierung

### Horizontale Differenzierung
Die horizontale Differenzierung ergibt sich aus der Vervielfältigung oder Spezialisierung von Aufgaben und Tätigkeiten, insbesondere von Berufen (Arbeitsteilung) und dazugehörigen Ausbildungswegen, sowie von Lebensstilen. 
Empirische Belege für eine horizontale Differenzierung gibt es bereits für die Jungsteinzeit, als die erhöhte Produktivität durch die Einführung der Landwirtschaft ermöglichte, auch nicht landwirtschaftlich tätige Personen zu ernähren. Verstärkt ist sie bei der Entstehung der städtischen Hochkulturen ab dem 4. Jahrtausend v. Chr. zu beobachten, beispielsweise in Mesopotamien oder im China der frühen Dynastien. Weitere „Schübe“ horizontaler Differenzierung gab es in der Periode des Hellenismus, bei der Herausbildung der italienischen Stadtstaaten im späten Mittelalter sowie der Entstehung von Manufakturen in der Neuzeit. Mit der beginnenden Industrialisierung, die sich von der ersten industriellen Revolution über das Entstehen von Elektro- und chemischer bis hin zur Elektronikindustrie fortgesetzt hat, wird horizontale Differenzierung zu einem Gegenstand der sich herausbildenden Soziologie. In neuerer Zeit gerät vor allem die Differenzierung von Lebensstilen ins Zentrum soziologischer Analysen.

### Vertikale Differenzierung
Werden soziale Positionen mit einer hierarchischen Bewertung verbunden, wird das als vertikale Differenzierung bezeichnet. Der wichtigste Spezialfall vertikaler Differenzierung ist die Entstehung oder Aufgliederung von Macht- und Herrschaftsstrukturen.

### Räumliche Differenzierung
Die Entstehung von sozialen, kulturellen und wirtschaftlichen Unterschieden zwischen Stadt und Land, zwischen Großstadt und vorstädtischem Raum sowie die sozialräumliche Aufgliederung von (beispielsweise städtischen) Teilgebieten wird als räumliche Differenzierung bezeichnet und ebenfalls dem Oberbegriff soziale Differenzierung untergeordnet.

### Segmentäre Differenzierung
Die segmentäre Differenzierung beruht auf dem Modell von einfachen, kleinen und räumlich voneinander getrennten gleichartigen Gesellschaften mit face-to-face-Kommunikation, beispielsweise in Stämmen oder Dörfern. Alle Mitglieder haben im Wesentlichen die gleichen sozialen Rollen inne (vergleiche Segmentäre Gesellschaft).

### Funktionale Differenzierung
Wird die Herausbildung und Aufgliederung sozialer Positionen, aber auch die Herausbildung von Institutionen, unter den Gesichtspunkten einer funktionalistischen, strukturell-funktionalen oder systemtheoretischen Analyse beschrieben, so werden sie auch als funktionale Differenzierung bezeichnet.

## Problematik
Michael Jäckel hebt hervor, dass es im Zuge zunehmender sozialer Differenzierung und Individualisierung zu Desintegrationsphänomenen kommen kann und zitiert in diesem Zusammenhang Uwe Schimank:

„Immer mehr Gesellschaftsmitglieder schlagen sich mit immer beschränkteren „Tunnelblicken“ durchs Leben; und wer hat dann eigentlich noch den Überblick über die Ordnung des gesellschaftlichen Ganzen?“

Uwe Schimank spricht zudem von einer Ambivalenz bei dieser Differenzierung. Auf der einen Seite werden die persönlichen Chancen beispielsweise durch die Individualisierung erhöht, aber zum anderen schafft dieser Prozess Einsamkeit und Orientierungslosigkeit.